# Novo Horizonte do Norte
Novo Horizonte do Norte – miasto i gmina w Brazylii, w stanie Mato Grosso.